# Martha Vickers
Pour les articles homonymes, voir Vickers (homonymie).
Martha Vickers est une actrice américaine née le 28 mai 1925 à Ann Arbor dans le Michigan et morte le 2 novembre 1971 à Hollywood en Californie. Elle a été révélée dans le film Le Grand Sommeil (1946) de Howard Hawks, dans lequel elle interprétait la jeune sœur nymphomane de Lauren Bacall.

## Biographie
Martha MacVicar naît le 28 mai 1925 à Ann Arbor (Michigan). Elle commence sa carrière comme modèle et cover girl avant de faire sa première apparition au cinéma en 1942 dans Frankenstein rencontre le loup-garou. Elle poursuit une carrière de pin-up durant la Seconde Guerre mondiale dans des magazines comme Yank : The Army Weekly. 
C'est dans Le Grand Sommeil qu'elle est réellement révélée au grand public, dans un rôle qui n'est pas sans rapport avec sa carrière antérieure : elle y incarne une femme-enfant qui ne peut s'empêcher de lancer You're so cute (« Vous êtes mignon ») à tous les hommes qu'elle rencontre, tout en suçant son pouce. Elle choisit dès lors le pseudonyme de Martha Vickers. 
Elle se retire du cinéma en 1960.

### Mort
Martha Vickers meurt le 2 novembre 1971 à Los Angeles d'un cancer de l'œsophage, à seulement 46 ans. Elle est enterrée au Valhalla Memorial Park Cemetery.

### Vie privée
Martha Vickers a été mariée et a divorcé trois fois : 
- avec le producteur et scénariste A. C. Lyles (en), du 15 mars 1948 au 27 mai 1949 ;
- avec l'acteur Mickey Rooney du 3 juin 1949 au 25 septembre 1952 (1 enfant) ;
- avec l'écrivain Manuel Rojas du 1er octobre 1954 au 5 mai 1965 (2 enfants).

## Filmographie partielle
- 1942 : Frankenstein rencontre le loup-garou (Frankenstein Meets the Wolf Man) de Roy William Neill
- 1943 : La Femme gorille (Captive Wild Woman) d'Edward Dmytryk
- 1944 : Et voilà la vie (This Is the Life) de Felix E. Feist
- 1946 : Le Grand Sommeil (The Big Sleep) d'Howard Hawks
- 1946 : La Fille et le Garçon (The Time, the Place and the Girl) de David Butler
- 1946 : The Falcon's Adventure (en) de William Berke
- 1947 : L'Homme que j'aime (The Man I Love) de Raoul Walsh
- 1947 : Love and Learn de Frederick de Cordova : Barbara Wyngate
- 1948 : L'Impitoyable (Ruthless) d'Edgar Georg Ulmer
- 1949 : Garçons en cage (Bad Boy) de Kurt Neumann
- 1949 : Alimony d'Alfred Zeisler
- 1955 : The Big Bluff de W. Lee Wilder
- 1957 : Le Cambrioleur (The Burglar) de Paul Wendkos
- 1960 : Four Fast Guns de William J. Hole Jr.